# Un equipo en Tallinn

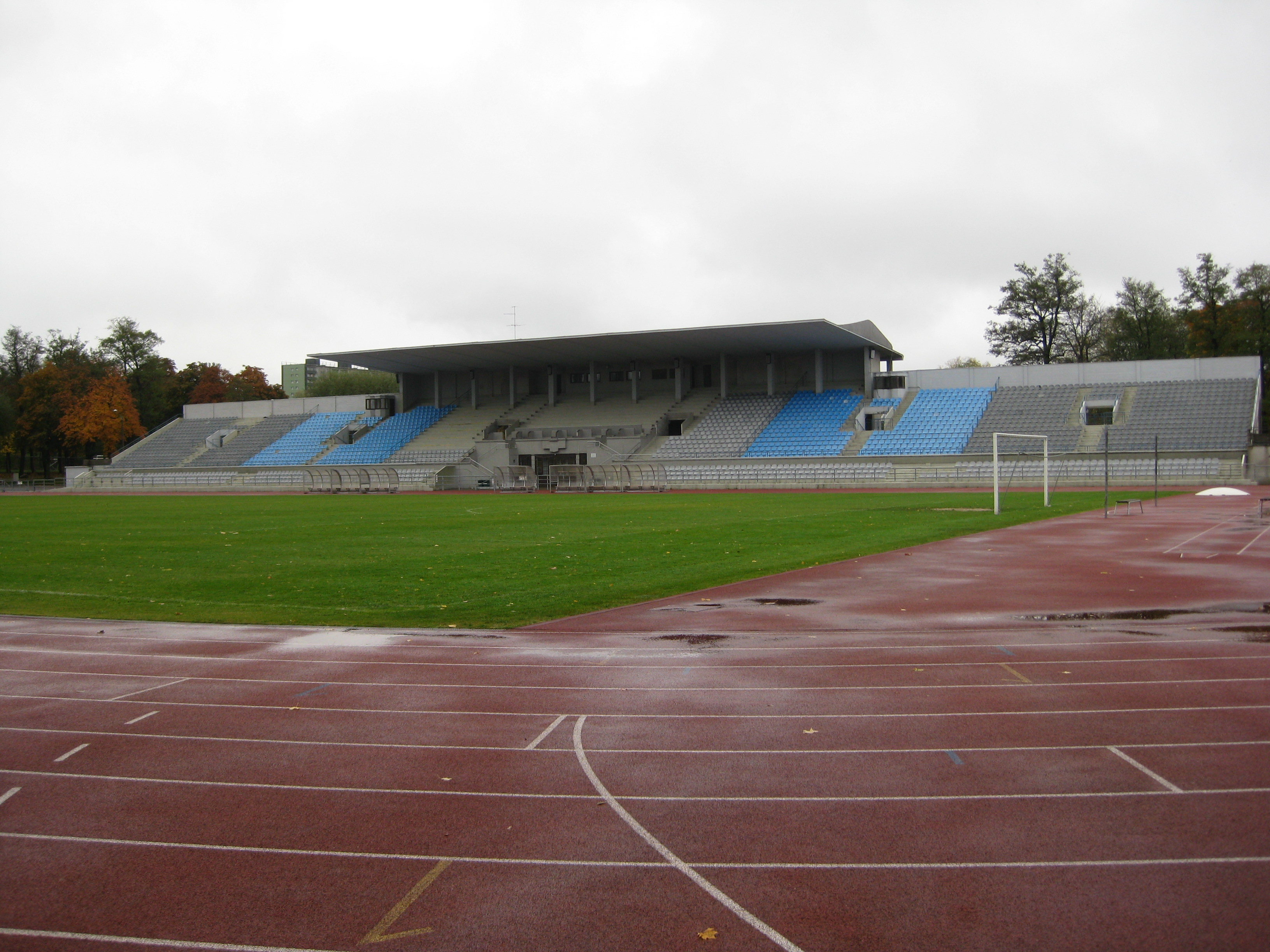
Estadio Kadriorg en la actualidad.

Un equipo en Tallinn (One team in Tallinn en inglés) se refiere a un partido de fútbol programado para el 9 de octubre de 1996 en el grupo 4 de la eliminatoria europea a la Copa Mundial de fútbol de 1998 entre las selecciones de Estonia y Escocia. El partido fue abandonado después de tres segundos porque el equipo estonio estaba ausente del Estadio Kadriorg en Tallin debido a una disputa sobre su iluminación. Escocia esperaba que se le adjudicara una victoria por walkover, pero la FIFA ordenó que el partido se repitiera en territorio neutral. El partido reeditado, protagonizado en el Estadio Luis II de Mónaco, terminó en un empate sin goles.

## Antecedentes
Estonia y Escocia fueron asignados al Grupo 4 junto con Austria, Bielorrusia, Letonia y Suecia. Ambas naciones no lograron que su campaña comenzara en agosto de forma victoriosa, con Estonia perdiendo por 1-0 ante Bielorrusia y Escocia empatando 0-0 ante Austria. Sin embargo, el 5 de octubre ambos seleccionados ganaron sus partidos para dejar un solo punto entre los equipos que se dirigían al encuentro en Tallin.

## Controversia antes del partido
Escocia se entrenó en el Estadio Kadriorg la noche antes del partido, donde encontraron inconvenientes con la iluminación del estadio, razón por la que enviaron un mensaje de protesta a la FIFA. Después de una reunión del comité ejecutivo de la FIFA a la mañana siguiente, el horario programado para el inicio del partido fue adelantado de las 18:45 a las 13:00. La Asociación Estonia de Fútbol no estaba satisfecha con las consecuencias logísticas del cambio, como la posible pérdida de ingresos por televisión. El equipo estonio se negó a cambiar sus planes mientras que Escocia se preparó para la hora revisada. El entrenador escocés Craig Brown, dijo más tarde que tenía en mente que lo más probable era que el equipo estonio se presentara tarde, para protestar por la decisión, pero para que el juego siguiera adelante de todos modos.

## Inicio y abandono
El árbitro yugoslavo Miroslav Radoman llevó a los escoceses al terreno de juego, con los fanáticos escoceses del Tartan Army tomando la situación inusual de buen humor con el canto "One team in Tallinn, There's only one team in Tallinn" (Un equipo en Tallin, solo hay un equipo en Tallin), al estilo de la canción "Guantanamera". Billy Dodds dio el puntapié inicial y el capitán John Collins tomó un pase antes de que Radoman pitara y abandonó el juego. Después del abandono, algunos aficionados escoceses jugaron su propio juego en el campo del Estadio Kadriorg.
El equipo estonio llegó al estadio horas más tarde, preparándose para la hora de inicio original. El equipo de Escocia ya había dejado el estadio para comenzar su viaje a casa.
| 9 de octubre de 1996, 15:00 (EET) | Estonia | vs. | Escocia | Estadio Kadriorg, Tallin,                                               |  |
|                                   |         |     |         | Asistencia: 1000 espectadores Árbitro(s): Miroslav Radoman (Yugoslavia) |  |

Escocia tenía la siguiente alineación:
- Portero: Andy Goram
- Defensas: Jackie McNamara, Tom Boyd, Colin Calderwood y Tosh McKinlay.
- Mediocampistas: Craig Burley, Paul Lambert y John Collins.
- Delanteros: John McGinlay, Billy Dodds y Darren Jackson.

## Repetición del partido
Escocia creyó inicialmente que se les daría el partido ganado por walkover con marcador de 3-0, que parecía ser confirmado por el delegado del partido de la FIFA. Las regulaciones de la FIFA establecían que este sería el caso "excepto en casos de fuerza mayor reconocidos por el comité organizador". Una situación similar se había producido en el Repechaje intercontinental para la Copa Mundial de Fútbol de 1974 entre Chile y la Unión Soviética, donde los soviéticos se negaron a jugar en el lugar elegido por los chilenos para el partido que se jugaría en Chile. En ese caso, Chile recibió la victoria por defecto y clasificó para la Copa Mundial de la FIFA de 1974. Este punto de vista fue contradicho por Lennart Johansson, que era presidente de la UEFA y vicepresidente de la FIFA.
El comité ejecutivo de la FIFA, presidido por Johansson, se reunió en noviembre. En lugar de conceder el partido a Escocia, la FIFA ordenó que el partido se repitiera en un terreno neutral. Esta decisión fue criticada por observadores escoceses que creyeron que Johansson quisiera dar a Suecia, su país nativo, la mejor oportunidad posible de clasificación. También significó que el capitán de Escocia Gary McAllister, que había sido suspendido para el partido original contra Estonia, fuera en su lugar suspendido de un partido contra Suecia.
El partido se repitió el 11 de febrero de 1997 en el Estadio Luis II de Mónaco, terminando en un empate 0-0.
| 11 de febrero de 1997, 20:00 (CEST) | Estonia | 0 – 0 | Escocia | Estadio Luis II, Mónaco,                                                |  |
|                                     |         |       |         | Asistencia: 3766 espectadores Árbitro(s): Miroslav Radoman (Yugoslavia) |  |

|  |  |

| ESTONIA           |    |                                 |     |     |
|                   |    |                                 |     |     |
| GK                | 1  | Mart Poom (Flora Tallinn) (c)   |     |     |
| DF                | 2  | Marek Lemsalu (Flora Tallinn)   |     |     |
| DF                | 7  | Meelis Rooba (Flora Tallinn)    |     | 67' |
| DF                | 14 | Urmas Kirs (Flora Tallinn)      |     |     |
| MF                | 8  | Liivo Leetma (Flora Tallinn)    |     | 75' |
| DF                | 4  | Sergei Hohlov-Simson (Lelle SK) |     |     |
| DF                | 3  | Urmas Rooba (Flora Tallinn)     |     |     |
| MF                | 10 | Martin Reim (Flora Tallinn)     |     |     |
| MF                | 9  | Marko Kristal (Flora Tallinn)   |     |     |
| CF                | 5  | Indrek Zelinski (Flora Tallinn) | 55' |     |
| MF                | 6  | Viktor Alonen (Flora Tallinn)   | 31' |     |
| Sustituciones:    |    |                                 |     |     |
| GK                | 13 | Martin Kaalma (Lelle SK)        |     |     |
| DF                | 6  | Janek Meet (Flora Tallinn)      |     |     |
| DF                | 15 | Raivo Nõmmik (Flora Tallinn)    |     |     |
| DF                | 21 | Gert Olesk (Lelle SK)           |     | 75' |
| MF                | 17 | Mati Pari (Lelle SK)            |     | 67' |
| FW                | 19 | Argo Arbeiter (Lelle SK)        |     |     |
| FW                | 11 | Andres Oper (Flora Tallinn)     |     | 75' |
| Entrenador:       |    |                                 |     |     |
| Teitur Thordarson |    |                                 |     |     |

| ESCOCIA        |    |                                      |     |     |
|                |    |                                      |     |     |
| GK             | 1  | Andy Goram (Rangers)                 |     |     |
| DF             | 2  | Jackie McNamara (Celtic)             | 72' | 75' |
| DF             | 3  | Tom Boyd (Celtic)                    |     |     |
| DF             | 4  | Colin Calderwood (Tottenham Hotspur) |     |     |
| DF             | 5  | Colin Hendry (Blackburn Rovers)      |     |     |
| MF             | 8  | Paul McStay (Celtic)                 |     | 63' |
| MF             | 10 | Gary McAllister (Coventry City) (c)  | 88' |     |
| MF             | 7  | John Collins (AS Monaco)             | 40' |     |
| CF             | 11 | John McGinlay (Bolton Wanderers)     |     | 72' |
| CF             | 9  | Duncan Ferguson (Everton)            |     |     |
| CF             | 6  | Kevin Gallacher (Blackburn Rovers)   |     |     |
| Sustituciones: |    |                                      |     |     |
| GK             | 21 | Jim Leighton (Hibernian)             |     |     |
| DF             | 13 | Tosh McKinlay (Celtic)               |     | 75' |
| MF             | 19 | Eoin Jess (Coventry City)            |     |     |
| MF             | 14 | Paul Lambert (Borussia Dortmund)     |     |     |
| MF             | 15 | Billy McKinlay (Blackburn Rovers)    |     |     |
| MF             | 18 | Ian Ferguson (Rangers)               |     | 63' |
| FW             | 16 | Ally McCoist (Rangers)               |     | 72' |
| Entrenador:    |    |                                      |     |     |
| Craig Brown    |    |                                      |     |     |

| Árbitros asistentes: Dusan Djukelić (Yugoslavia) Stanko Matić (Yugoslavia) Cuarto árbitro: Zoran Arsić(Yugoslavia) | Posiciones - GK = Portero - DF = Defensa - MF = Mediocampista - CF = Delantero |

## Consecuencias
Escocia terminó segundo del grupo, dos puntos por delante de Suecia y dos puntos por detrás del líder de grupo Austria, quienes también tuvieron una diferencia de goles superior a Escocia por un gol. Su total de 23 puntos significó que Escocia era el mejor segundo de los grupos eliminatorios europeos, clasificando directamente al Mundial. Por su parte, Estonia terminó quinto en el grupo y en consecuencia no clasificó.